# Ildikó Márky
Maria Ildikó Márky, född 11 juni 1940 i Budapest, Ungern, är en svensk läkare, författare och översättare från ungerska. 
Ildikó Márky, som disputerade i medicin 1982, är professor emerita i barnonkologi vid Göteborgs universitet och har varit verksam som överläkare vid avdelningen för barncancersjukdomar vid Östra sjukhuset i Göteborg.
Hon kom till Sverige från Ungern 1956 och är gift med litteraturvetaren Gunnar D. Hansson, som hon också översätter tillsammans med; paret har översatt Péter Esterházy till svenska.

## Böcker
- Children with malignant disorders and their families: a study of the implications of the disease and its treatment on everyday life (tillsammans med Kerstin Fällström, Ola Hjalmarson) (Almqvist & Wiksell, 1982) [Avhandling]
- Mot förmiddagen (Norstedt, 1987)
- Beckasinens öga: roman (Norstedt, 1990)
- Om något händer: roman (Norstedt, 1993)
- Ingen skall veta platsen (Norstedt, 1996)
- Första kontingenten: roman (Norstedt, 1999)
  - Ungersk översättning: Ostinato (fordította Rácz Judit) (Polar Könyvek, 2001)
- Orter långt från varandra (Norstedt, 2007)
- Det förflutna är ett annat land. Minnesbilder (Korpen 2021)

## Översättningar
- Endre Ady: Jag är på nya vatten (i urval och övers. av Ildikó Márky & Gunnar D. Hansson) (Anthropos, 1978)
- Péter Esterházy: Nedför Donau eller Grevinnan Hahn-Hahns blick (Hahn-Hahn grófnő pillantása - lefelé a Dunán) (översatt tillsammans med Gunnar D. Hansson) (Norstedt, 1994)
- Péter Esterházy: Hrabals bok (Hrabal könyve) (översatt tillsammans med Gunnar D. Hansson) (Norstedt, 1996)
- Péter Esterházy: En kvinna (Egy nő) (översatt tillsammans med Gunnar D. Hansson) (Norstedt, 2001)
- Péter Esterházy; Harmonia cælestis (Harmonia cælestis) (översatt tillsammans med Gunnar D. Hansson) (Norstedt, 2004)
- Péter Esterházy: Rättad utgåva (Javított kiadás) (översatt tillsammans med Gunnar D. Hansson) (Norstedt, 2005)
- Péter Esterházy: Ingen konst (Semmi müvészet) (översatt tillsammans med Ervin Rosenberg) (Weyler, 2010)

## Priser
- Svenska Akademiens översättarpris 2010 (tillsammans med Gunnar D. Hansson)
- Beskowska resestipendiet 2022[4]